# Тотоя Хоккей
Тотоя Хоккей (1780 — 20 травня 1850) — японський художник періоду Едо. Використовував псевдоніми Аойґадзоно, Аойґаока, Кйосай.

## Життєпис
Справжні ім'я та прізвище — Івакудо Тацуюкі. Народився 1780 року в Едо. Спочатку він торгував рибою, що визначило згодом його творче ім'я — Тотоя. Потім захопився малювання, якому спочатку навчався у Кано Коренобу, голови школи Кобікітьо (гілки школи Кано). Потім став улюбленим учнем Кацусіка Хокусая.
З 1800 року стає відомим як ілюстратор до книг з сатиричними віршами кьока, пародійними оповідання саребон, побутових оповідань ханасібон. загалом виконав малюнків до більше ніж 100 книг, близько 20 поетичних збірок. Найцікавішими є ілюстрації до роману «Дванадцять годин північного села» (автор Ісікава Масамоті). Розквіт творчості припадає на 1820—1830-ті роки. Був вчителем художників Яшима Гакутея і Нісімото Кейсецу. Помер у 1850 році у віці 70 років. Він похований у храмі Рухудзі в Аоямі.

## Творчість
В ранніх роботах Хоккея відчувається вплив його вчителя Хокусая. В подальшому став універсальним художником, який використовував різні підходи і працював у стилях, використовуючи техніки від раннього художника жанру укійо-е художника Хішікава Моронобу до західноєвропейських.
Значну увагу приділяв створенню сурімоно (на кшталт вітальної листівки на свята), який виконав близько 800. Їх сюжети різноманітні, часто зображене є алюзією на класичну літературу. Відомою є серія сурімоно «Суйкоден» і п'ять елементів" (1830-ті роки), діптих «Гори і гори». У ній п'ять героїв китайського роману «Річкове прибережжя» представлені як п'ять природних елементів — вогонь, земля, дерево, метал і вода. Досить часто Тотоя Хоккей створював серії сурімоно для літературних гуртків — антології віршів. Кількість аркушів (гравюр) в серії зазвичай збігалася з числом поетів, що входили до такого гуртка. Так, у «Серії з тридцяти шести птахів і тварин» для поетичного гуртка «Сіпорен» кожен аркуш містить зображення одного з представників фауни — олень, ластівка, фазан. У верхній частині композиції в синій облямівці представлені символи удачі (так звані щасливі предмети) — об'єднувальний елемент усієї серії.
Він також виготовив повнокольорові гравюри нісікі-е («парчеві картинки») в найрізноманітніших жанрах, зокрема муса-е (зображення самураїв) і бідзінга (зображення красунь). Відомими роботами є «Відомі місця з різних провінцій» (15 гравюр, 1835—1836 роки), книга ескізів «Хоккей-манга».